# Теу (Муреш)
Теу (рум. Tău) — село у повіті Муреш в Румунії. Входить до складу комуни Зау-де-Кимпіє.
Село розташоване на відстані 283 км на північний захід від Бухареста, 31 км на захід від Тиргу-Муреша, 47 км на південний схід від Клуж-Напоки.

## Населення
За даними перепису населення 2002 року у селі проживали 50 осіб.
Національний склад населення села:
| Національність | Кількість осіб | Відсоток |
| -------------- | -------------- | -------- |
| румуни         | 28             | 56,0%    |
| цигани         | 21             | 42,0%    |

Рідною мовою назвали:
| Мова      | Кількість осіб | Відсоток |
| --------- | -------------- | -------- |
| румунська | 35             | 70,0%    |
| циганська | 14             | 28,0%    |